# Afrikaspiele 2019/Rudern
| Medaillenspiegel Rudern (nach 9 von 9 Entscheidungen) | Medaillenspiegel Rudern (nach 9 von 9 Entscheidungen) | Medaillenspiegel Rudern (nach 9 von 9 Entscheidungen) | Medaillenspiegel Rudern (nach 9 von 9 Entscheidungen) | Medaillenspiegel Rudern (nach 9 von 9 Entscheidungen) | Medaillenspiegel Rudern (nach 9 von 9 Entscheidungen) |
| Platz                                                 | Land                                                  | Gold                                                  | Silber                                                | Bronze                                                | Gesamt                                                |
| ----------------------------------------------------- | ----------------------------------------------------- | ----------------------------------------------------- | ----------------------------------------------------- | ----------------------------------------------------- | ----------------------------------------------------- |
| 01                                                    | Algerien                                              | 5                                                     | 1                                                     | 3                                                     | 9                                                     |
| 02                                                    | Tunesien                                              | 3                                                     | 3                                                     | 2                                                     | 8                                                     |
| 03                                                    | Ägypten                                               | 1                                                     | 5                                                     | 3                                                     | 9                                                     |
| 04                                                    | Marokko                                               | —                                                     | —                                                     | 1                                                     | 1                                                     |
| Gesamt                                                | Gesamt                                                | 9                                                     | 9                                                     | 9                                                     | 27                                                    |

Bei den Afrikaspielen 2019 in Salé, Marokko wurden vom 20. bis 23. August 2019 neun Wettbewerbe im Rudern ausgetragen, je 4 für Männer und Frauen sowie einen Mixed-Bewerb.

## Männer

### Einer 500 m
| Platz | Athlet               | Land |
| ----- | -------------------- | ---- |
| 1     | Mohamed Taieb        | TUN  |
| 2     | Abdelkhalek El-Banna | EGY  |
| 3     | Oussama Habiche      | ALG  |

Das Finale wurde am 22. August ausgetragen.

### Einer 1000 m
| Platz | Athlet               | Land |
| ----- | -------------------- | ---- |
| 1     | Mohamed Taieb        | TUN  |
| 2     | Abdelkhalek El-Banna | EGY  |
| 3     | Oussama Habiche      | ALG  |

Das Finale wurde am 21. August ausgetragen.

### Leichtgewichts-Einer 500 m
| Platz | Athlet                  | Land |
| ----- | ----------------------- | ---- |
| 1     | Mohamed Khalil Mansouri | TUN  |
| 2     | Sid Ali Boudina         | ALG  |
| 3     | Mohamed Kota            | EGY  |

Das Finale wurde am 22. August ausgetragen.

### Leichtgewichts-Einer 1000 m
| Platz | Athlet                  | Land |
| ----- | ----------------------- | ---- |
| 1     | Sid Ali Boudina         | ALG  |
| 2     | Ahmed Abdelaal          | EGY  |
| 3     | Mohamed Khalil Mansouri | TUN  |

Das Finale wurde am 21. August ausgetragen.

## Frauen

### Einer 500 m
| Platz | Athletin                       | Land |
| ----- | ------------------------------ | ---- |
| 1     | Nawel Chiali                   | ALG  |
| 2     | Dareen Hegazy                  | EGY  |
| 3     | Sarah Juliette Saidi Fraincart | MAR  |

Das Finale wurde am 22. August ausgetragen.

### Einer 1000 m
| Platz | Athletin              | Land |
| ----- | --------------------- | ---- |
| 1     | Nawel Chiali          | ALG  |
| 2     | Dareen Hegazy         | EGY  |
| 3     | Nour el-Houda Ettaieb | TUN  |

Das Finale wurde am 21. August ausgetragen.

### Leichtgewichts-Einer 500 m
| Platz | Athletin          | Land |
| ----- | ----------------- | ---- |
| 1     | Amina Rouba       | ALG  |
| 2     | Khadija Krimi     | TUN  |
| 3     | Maryam Abdellatif | EGY  |

Das Finale wurde am 22. August ausgetragen.

### Leichtgewichts-Einer 1000 m
| Platz | Athletin          | Land |
| ----- | ----------------- | ---- |
| 1     | Amina Rouba       | ALG  |
| 2     | Khadija Krimi     | TUN  |
| 3     | Maryam Abdellatif | EGY  |

Das Finale wurde am 21. August ausgetragen.

## Mixed

### Einer 2 × 500 m
| Platz | Athleten                           | Land |
| ----- | ---------------------------------- | ---- |
| 1     | Abdelkhalek El-Banna Dareen Hegazy | EGY  |
| 2     | Khadija Krimi Mohamed Taieb        | TUN  |
| 3     | Kamel Aït Daoud Nihed Benchadli    | ALG  |

Das Finale wurde am 23. August ausgetragen.